# Delias pratti
Delias pratti is een vlindersoort uit de familie van de Pieridae (witjes), onderfamilie Pierinae.
Delias pratti werd in 1909 beschreven door Kenrick.